# Calliandra cynometroides
Calliandra cynometroides là một loài thực vật có hoa trong họ Đậu. Loài này được Bedd. miêu tả khoa học đầu tiên.